# Triptyque de l'Annonciation (van der Weyden)
Le Triptyque de l'Annonciation est un triptyque en peinture à l'huile sur panneau datant d'environ 1434 réalisé par le peintre flamand Rogier van der Weyden, ou de son atelier. Il était initialement formé par trois panneaux : le panneau central est maintenant au Musée du Louvre à Paris et les volets latéraux, un Commanditaire agenouillé et une Visitation, sont à la Galerie Sabauda de Turin, cette séparation faisant suite aux spoliations napoléoniennes.

## Attribution
La plupart des spécialistes attribuent aujourd'hui cette œuvre, exécutée au sein de l'atelier de Rogier van der Weyden, à un collaborateur de talent. Plusieurs versions ont été produites par l'atelier ; Rogier van der Weyden devait conserver le souvenir précis d'un prototype sous forme de représentation graphique pour pouvoir le reproduire.

## Histoire
Le triptyque était sans doute destiné à la chapelle familiale des De Villa dans l'église Saint-Dominique de Chieri : il a été commandé par un membre de cette famille piémontaise installée aux Pays-Bas dans la première moitié du XVe siècle,.

## Description
C'est une œuvre précoce de l'artiste flamand, avec des reprises d'éléments de Robert Campin et Jan van Eyck. La scène de l'Annonciation est représentée sur le panneau central, une composition dans une chambre à coucher d'un intérieur domestique, avec un ange richement vêtu surprenant la Vierge en train de lire un livre (une des symboliques de l'Annonciation des Saintes Écritures). Une chaise à haut dossier et un dressoir sont installés près du lit, et un banc devant l'âtre de la cheminée, occulté par un écran de bois, signe que l'action se déroule à une période où on ne chauffe plus la maison, peut-être le 25 mars, date de la fête de l'annonciation. 
Les panneaux latéraux ont des caractéristiques similaires, mais sont situés dans des paysages plus lumineux, avec les éléments en arrière-plan devenant de plus en plus invisibles dans la brume, selon la perspective aérienne. 

## Analyse
La mise en scène de l'épisode dans la chambre de la Vierge, le thalamus Virginis, pouvait être perçue comme une évocation du mystère de l'Incarnation et faire référence à des textes sacrés ou exégétiques.
Tous les éléments de décor et de mobilier sont traités avec un naturalisme affirmé et renvoient à la culture matérielle du milieu du XVe siècle, renouant avec le naturalisme de la peinture antique. La chambre est celle d'une demeure bourgeoise de cette époque : certains contrats de commande accordaient une grande importance au traitement réaliste de ces éléments, générant parfois l'apparition de spécificités régionales.
Les figures se tiennent monumentales et bien placées dans l'espace, les lignes ont une tendance sinueuse, dérivée de Robert Campin. L'Archange semble flotter sur le sol, comme pour symboliser sa nature divine. Il y a une recherche de gestes pour apparaître le plus naturel et le plus spontané possible.
Grâce à la technique de la glaçure à l'huile, van der Weyden a pu utiliser une lumière claire et brillante, qui révèle des détails avec une extrême précision, comme, par exemple, l'éclat d'objets métalliques tels que le lustre, la cruche avec le bassin, le médaillon accroché au lit. Cependant, les détails sont disposés de manière à ne pas interférer avec la scène principale. La ligne d'horizon, typique des œuvres de la peinture flamande, est surélevée et crée un effet de sensation enveloppante chez le spectateur, comme s'il était aspiré dans la scène.

## Exposition
Le panneau central est exposé dans le cadre de l'exposition Les Choses. Une histoire de la nature morte au musée du Louvre du 12 octobre 2022 au 23 janvier 2023, parmi les œuvres de l'espace nommé « Les objets de la croyance ».